# Bansda
Bansda (Wansda) fou un estat tributari protegit de l'Índia a l'agència de Surat al Gujarat, presidència de Bombai. De superfície 557 km² i població (1901) de 39.256 habitants (34.122 el 1881), quasi tots musulmans distribuïts en una vila (Bansda) i 86 pobles. La població està formada per tribus koknes, chodhres, dhòndies, i gàmties que parlen el gujarati. La capital era la ciutat de Bansda 20° 47′ N, 73° 28′ E / 20.783°N,73.467°E amn 3.760 habitants el 1901.
Limitava a l'oest amb els estats Dang; al sud amb Dharampur; a l'est amb el districte de Surat i al nord amb Baroda. Excepte la part tocant a Surat la resta del territori era de jungla. A Unai a la frontera amb Baroda, hi havia unes fonts termals amb aigua quasi bullent en la que els peregrins fanatitzats es banyen un dia a l'any.
La dinastia regnant són rajputs solankis. Les ruïnes de la fortalesa propera a Bansda i alguns temples i obres de reg mostren una certa prosperitat antigament i segurament les seves possessions van arribar fins a la costa abans del domini musulmà. Aquests sobirans locals no foren mai dominats fins al temps dels marathes als que van pagar tribut; el peshwa va cedir el seu dret als britànics en el tractat de Bassein del 31 de desembre de 1802 i el 1901 pagava 7315 rúpies més un chauth de 1500 rúpies. El sobirà porta el títol de raja i té dret a salutació de 9 canonades; la successió és per primogenitura i gaudia de sanad permetent l'adopció. El seu exèrcit era de 34 homes a cavall i tenia també 131 policies, la tinença de la terra era per contractistes (jagirdars) de 5 anys fins al 1876 quan els britànics, durant una minoria, van imposar la tinença directe pels cultivadors. El 1873 es van abolir els drets de trànsit contra pagament d'un subsidi. El 6 de març de 1876 va morir el raja Ghulabsinhji II i l'estat fou posat sota un administrador durant la minoria del seu fill; el 1883 (en complir 20 anys) se li van donar poders limitats a l'espera de l'atorgament de tot el poder, que li fou donat algun temps després.

## Llista de rages
- Raja Sahib Udaisimhji II fins a 1701
- Raja Sahib Virsimhji I 1701-1716
- Raja Sahib Ralbhamji 1716-1739
- Raja Sahib Ghulabsimhji I 1739-1753
- Raja Sahib Udaisimhji III 1753-1770
- Raja Sahib Virsinhji II 1770-1780
- Raja Sahib Virsimhji II 1780-1789
- Raja Sahib Raisimhji 1789-1815
- Raja Sahib Udaisimhji IV 1815-1819
- Raja Sahib Hamirsinghji 1829-1861
- Raja Sahib Ghulabsinhji II 1861-1876
- Maharaja Sahib Shri Pratapsingji Ghulabsinhji 1876-1911
- Maharaja Sahib Shri Indrasinhji Pratapsinhji 1911-1948 (+1951)

## Bandera
La bandera era vermella sobre groc horitzontal.